# Jacob de Witt
Jacob de Witt (Dordrecht, 7 februari 1589 – aldaar, 10 januari 1674) stamde uit het Dordtse regentengeslacht De Witt. Hij was de zoon van de houthandelaar Cornelis Fransz de Witt en Johanna Heymans, zijn oudere broer was Andries de Witt. Zijn ouders waren vermogend en waren met een inleg van 53.000 gulden de grootste aandeelhouders in de Zeeuwse kamer van de Verenigde Oost-Indische Compagnie. Hij trouwde op 9 oktober 1616 met Anna Jansdr. van den Corput (1599-1645). 
Jacob de Witt was heer van Manezee, Melissant en Cromstrijen, houthandelaar, burgemeester en regent van Dordrecht. Zijn beide zonen waren Cornelis en Johan de Witt.

## Leven
De Witt studeerde aan de Leidse universiteit en verkreeg er de graad van meester in de rechten). Hij werd in 1618 penningmeester van de Dordtse Synode en bekleedde vanaf 1639 verschillende ambten. Zo was hij zesmaal burgemeester van Dordrecht, waar zijn familie de ambten verdeelde met de Van Beverens. De Witt liet zijn dochter Johanna trouwen met Jacob van Beveren, schout van Dordrecht en later lid van Gecommitteerde Raden van Holland. Tegen het gesloten regentenbestel van Dordrecht kwamen in de jaren 1647-1651 de gilden regelmatig in opstand. De Witt reageerde daarop met een vergaderverbod en wist met kleine concessies de gilden uit elkaar te spelen. In januari 1648 kreeg hij "huisbezoek" van tientallen woedende zakkendragers, die wel wat schade aanrichtten, maar afdropen voordat de schutterij kon ingrijpen.
Als tegenstander van stadhouder Willem II zat De Witt in de Staten van Holland voor Dordrecht. Hij steunde daar samen met Andries Bicker en Cornelis de Graeff de Vrede van Munster en diende in mei 1650 een voorstel in om vanwege de vrede troepen af te danken. Dit besluit leidde tot de staatsgreep van de stadhouder, die een heimelijke aanval op Amsterdam had beraamd. Op zaterdag 30 juli 1650 werd Jacob de Witt op het Binnenhof samen met vijf andere vooraanstaande Statenleden, gearresteerd. De burgemeesters van Delft, Hoorn, Medemblik, Haarlem en Dordrecht werden op zondagavond naar slot Loevestein vervoerd. Op 17 augustus werden ze vrijgelaten, nadat de troepenreductie ongedaan was gemaakt. Deze internering was aanleiding voor het ontstaan van de benaming Loevesteinse factie voor de staatsgezinde, antistadhouderlijke groepering in de Republiek.
Ook was De Witt gezant naar Zweden, samen met Andries Bicker. Als raad en rekenmeester van Holland en West-Friesland vestigde hij zich in 1657 in Den Haag. Na de moord op zijn zoons op 20 augustus 1672, op welke dag hij in veiligheid werd gebracht, ontweek hij Den Haag, bracht nog korte tijd te Dordrecht door en overleed aldaar op 10 januari 1674.
Als een vrucht van zijn overpeinzingen op zijn eenzame wandelingen ontstond een handschrift met stichtelijke gedichten, lofzangen en korte gebeden, tot in zijn sterfjaar bijeengebracht en door zijn familie uitgegeven. Zij zijn van geringe letterkundige waarde, hebben dus alleen betekenis wegens zijn persoon en diens geslacht, en zijn getiteld: Eenvoudige uitdruksels van godt-vruchtige gedachten, enz. (Dordrecht 1674).
- Biografisch Portaal: 20337009
- Digitale Bibliotheek voor de Nederlandse Letteren: witt028
- Gemeinsame Normdatei: 1024470075
- International Standard Name Identifier: 0000 0003 7790 8001
- Nederlandse Thesaurus van Auteursnamen: 070577013
- Système universitaire de documentation: 260376191
- Virtual International Authority File: 255319010
- WorldCat: E39PBJpJbqM8bpTx3j776kmfMP